# Карлос Гомес Касільяс
Ка́рлос Го́мес Касі́льяс (ісп. Carlos Gómez Casillas, 16 серпня 1952 — 16 грудня 2017) — мексиканський футболіст, що грав на позиції захисника.
Виступав, зокрема, за клуб «Леон», а також національну збірну Мексики.

## Клубна кар'єра
У дорослому футболі дебютував 1970 року виступами за команду «Леон», в якій провів вісім сезонів. У дебютному сезоні він виграв титул володаря Кубка Мексики, а також тріумфував у суперкубковому змаганні — Чемпіон чемпіонів. Обох цих успіхів він також досяг роком пізніше, під час сезону 1971/72. Надалі Гомес з командою двічі ставав віцечемпіоном Мексики у сезонах 1972/73 та 1974/75.
Згодом з 1978 по 1982 рік грав у складі команд «Монтеррей» та «Пуебла», а завершив ігрову кар'єру у команді «Атлетіко Потосіно», за яку виступав протягом сезону 1983/84 років.

## Виступи за збірну
27 вересня 1977 року дебютував в офіційних матчах у складі національної збірної Мексики у товариській грі проти США (3:0).
У складі збірної був учасником чемпіонату світу 1978 року в Аргентині, де, однак, був запасним гравцем і зіграв лише в останньому матчі проти Польщі (1:3), який вже не мав турнірного значення, оскільки мексиканці достроково втратили шанси на вихід з групи.
Загалом протягом кар'єри в національній команді, яка тривала 2 роки, провів у її формі 6 матчів.

## Титули і досягнення
- Володар Кубка Мексики (2):

«Леон»: 1970/71, 1971/72
- Володар Суперкубка Мексики (2):

«Леон»: 1971, 1972
- Переможець Чемпіонату націй КОНКАКАФ: 1977